# Raphia australis
Espèce
Statut de conservation UICN

 VU A3c+4c; B1ab(iii,v)+2ab(iii,v); C1 : Vulnérable
Raphia australis est une espèce de plantes de la famille des Arecaceae (palmiers). Elle est présente au Mozambique et en Afrique du Sud.

## Description
Elle ne fleurit qu'une fois au cours de sa vie, entre 20 et 40 ans. Elle meurt généralement trois ans après avoir donné des fruits.